# 猪股謙二郎

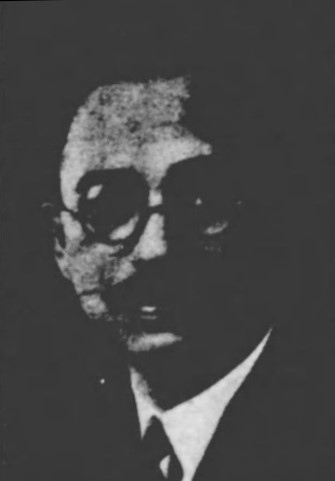
猪股謙二郎

猪股 謙二郎（いのまた けんじろう、1889年〈明治22年〉12月9日 - 1975年〈昭和50年〉6月10日）は、日本の政治家。衆議院議員（2期）。初代本荘市（現：由利本荘市）長。

## 経歴
秋田県由利郡石沢村（本荘市を経て現由利本荘市）出身。旧制秋田県立本荘中学校（現在の秋田県立本荘高等学校）を経て、明治大学予科で学ぶ。帰郷後、営農し、石沢村議、同助役、同村長、由利郡会議員などを歴任した。1922年11月、秋田県会議員補欠選挙に由利郡選挙区から立候補して当選した。その後、1923年、1927年にも当選した。1930年2月に県議を辞職した。同年の第17回衆議院議員総選挙において秋田2区（当時）から立憲民政党公認で立候補して初当選。この間、文部大臣秘書官を歴任した。1932年の第18回衆議院議員総選挙でも再選。1936年の第19回衆議院議員総選挙で落選した。その後、1946年本荘町長に就任したが、1948年に公職追放となる。2年後の1950年に追放解除。翌1951年の町長選挙で現職を破って、本荘町長に復帰した。1954年に本荘市が発足するとともに初代市長に就任。翌1955年1月17日に一身上の都合で市長を辞職した。

### 1955年本荘市長選挙
本荘市発足後初の選挙に立候補したが、佐藤憲一に敗れた。
※当日有権者数：20,452人 最終投票率：91.8%（前回比：-pts）
| 候補者名   | 年齢 | 所属党派 | 新旧別 | 得票数   | 得票率 | 推薦・支持 |
| ---------- | ---- | -------- | ------ | -------- | ------ | ---------- |
| 佐藤憲一   | 39   | -        | 新     | 11,366票 | 60.9%  | -          |
| 猪股謙二郎 | 65   | -        | 前     | 6,983票  | 37.4%  | -          |
| 逸見久吉   | 48   | -        | 新     | 306票    | 1.6%   | -          |

この他、由利銀行監査役、鳥海新報社、由利水力発電、本荘運送などの各社長、秋田誉酒造会長、由利郡、同本荘種牛馬各区会議員、石沢村農会長、由利郡畜産、秋田県馬商、由利郡馬匹各組合長なども務めた。